# Daniel Bovet
Daniel Bovet (23. března 1907, Neuchâtel, Švýcarsko – 8. dubna 1992, Řím) byl italský farmakolog švýcarského původu. V roce 1957 obdržel za klíčový přínos moderní farmakologii Nobelovu cenu za fyziologii a medicínu. Jeho výzkum měl zásadní dopad na vývoj některých léčiv, zejména antihistaminik a myorelaxancií.
Bovet pracoval v Pasteurově ústavu v Paříži. Zde se zabýval studiem možností prevence anafylaktického šoku. V roce 1937 popsal účinky thymoxydiethylaminu, první látky blokující histamin. O pět let později vyvinul ve spolupráci s firmou Rhône-Poulenc první klinicky použitelné antihistaminikum – ANTERGAN.
Jeho práce položila základy moderní farmakologie a ovlivnila generace vědců a lékařů. Během výzkumu Daniel Bovet zavedl dodnes používané výzkumné techniky, včetně těch, které vedly k pochopení mechanismu kompetitivní inhibice.

## Biografie
Bovet se narodil ve švýcarském Neuchâtel, jeho otec byl profesorem pedagogiky na Ženevské univerzitě. Většinu profesního života nicméně Bovet strávil v Itálii. V roce 1927 absolvoval Ženevskou univerzitu a v roce 1929 získal doktorát  z přírodních věd. V letech 1929 až 1947 pracoval v Pasteurově ústavu v Paříži, kde se v roce 1939 stal vedoucím laboratoře terapeutické chemie. V roce 1947 dostal nabídku, aby založil chemoterapeutickou laboratoř na Nejvyšším zdravotním institutu v Římě, a nakonec přijal italské občanství.
V roce 1964 se stal profesorem na univerzitě v Sassari na Sardinii. V letech 1969 až 1971 byl vedoucím Psychobiologické a psychofarmakologické laboratoře Národní rady pro výzkum v Římě. Poté odešel na římskou Univerzitu La Sapienza, kde se stal profesorem psychobiologie. V roce 1965 začal zkoumat souvislosti mezi farmakologií a psychologií, čímž přispěl k rozvoji neurověd. Do důchodu odešel v roce 1982.
Nejvíce se proslavil svým objevem antihistaminik v roce 1937, která blokují neurotransmiter histamin a používají se při léčbě alergií. Jeho další výzkumy zahrnovaly práce o chemoterapii, sulfonamidech, sympatickém nervovém systému a farmakologii kurare. V roce 1957 získal Nobelovu cenu za fyziologii a lékařství za objev syntetických sloučenin pro blokování účinků některých látek v těle, zejména jejich působení na cévní systém a kosterní svalstvo.
Publikoval více než 300 prací o biologii, obecné farmakologii, chemoterapii, sulfonamidových lécích, farmakologii sympatického nervového systému, terapii alergických stavů a syntéze antihistaminik, o kurare, různých modifikacích hormonální rovnováhy a různých aspektech farmakologie centrálního nervového systému. Kromě Nobelovy ceny získal řadu dalších ocenění, členství v italské, francouzské a americké akademii věd a čestné doktoráty z několika evropských univerzit.
Bovet se oženil se sestrou bakteriologa F. Nittiho Filomenou, s níž dlouhodobě úzce spolupracoval. Zemřel v roce 1992 v Římě ve věku 85 let.